# Multi-level marketing
Multi-level marketing (MLM), také známý jako síťový marketing, označuje kontroverzní marketingovou strategii určenou pro prodej produktů či služeb. Účastníci takového schématu se přímo podílí na distribuci daného produktu či služby a výměnou za to mají nárok na provize z prodejů, které pomohou zprostředkovat. Příjem těchto distributorů je kromě toho dále nepřímo určen množstvím lidí, které takový účastník dokáže pro společnost zaregistrovat. Každý distributor si totiž může budovat jakousi vlastní síť (či pyramidu) distributorů, kteří mu posléze odvádí část ze svých provizí. MLM strategie bývá někdy zneužívána pouze jako maska pro podvodné Pyramidové schéma..
Podobnost MLM s pyramidovým schématem není náhodná. Pro obě strategie platí silný důraz na registrace nových členů a z toho plynoucí finanční odměny (ať už přímé či nepřímé). MLM schéma je ale odlišné v tom, že je soustředěno okolo skutečného produktu či služby, kterou účastníci prodávají. Díky tomu je tato strategie teoreticky udržitelná a v důsledku legální ve větší části světa. Přesto všechno však podle zprávy Federal Trade Commission, přichází o peníze při zapojení do MLM nejméně 99 % lidí.

## Fungování multi-level marketingu
Multi-level Marketing je marketingová a prodejní metoda založená na přímém prodeji, přímém marketingu a na síti nezávislých distributorů. Při MLM se nevyužívají klasické distribuční cesty (sklady, velkoobchody, reklamní kampaně). MLM se snaží o zkrácení distribučního řetězce pomocí budování rozsáhlé mnohoúrovňové sítě nezávislých distributorů, kteří jsou odměňování za prodej a spotřebu produktů a za rozšiřování sítě distributorů. MLM schéma odměňující primárně za rozšiřování distributorské sítě podle FTC často maskuje Pyramidové schéma. Distributoři kupují produkty od výrobce za velkoobchodní cenu a mohou je dál prodávat za maloobchodní cenu. Tento rozdíl také tvoří část provize distributorů. Další část provize tvoří odměny z kompenzačního plánu společnosti. V MLM jsou vždy odměny vypláceny z obratu distributorů, kteří produkty buď prodají nebo spotřebují.
Je to tedy úspora finančních prostředků pro výrobce, protože odměňování nezávislých distributorů není tak nákladné jako reklamní kampaně a jiné distribuční cesty.[zdroj?] Výhodou je relativně samovolné rozšiřování distribuční sítě a také úspora nákladů na rozšiřování obchodních aktivit. Ty jsou rozloženy mezi distributory, kteří dostávají o to větší provizi. Hlavní myšlenka multi-level marketingu je tedy taková, že nejvýhodnější pro spotřebitele je koupit výrobek nebo službu přímo u výrobce, ten pak ušetřené peníze použije nejen na odměny distributorů, ale také například na zmodernizování výroby apod.

## Historie multi-level marketingu
První organizovanější MLM systém vznikl v 1. polovině 20. století, kdy byl v USA tlak na uskutečnění prohibice, tedy zakázání konzumace alkoholu na celém území. V roce 1919 byl přijat Volsteadův zákon, který se i přes veto prezidenta stal dodatkem k ústavě. Obsah dodatku zní takto: „Rok po ratifikaci tohoto článku se zakazuje výroba, prodej nebo doprava omamných nápojů, jejich dovoz a vývoz s cílem jejich použití na území Spojených států a všech územích podléhajících jejich jurisdikci.“
Lidé si uvědomili, že alkohol je v podstatě nemožné zakázat a začali ho distribuovat za zády FBI. Vymysleli velice důmyslný systém, kde pašeráci neboli „distributoři“ dostávali odměny na základě obratu prodeje, který realizovali, dále dle počtu přivedených nových distributorů do pašerácké sítě a také dle jejich obratů z prodeje. Tento systém se úspěšně ujal, a dokonce bylo zjištěno, že během prohibice se tímto systémem prodalo pětkrát více alkoholu než před uzákoněním zákazu alkoholu. Prohibice v USA byla tedy první hybnou silou pro vznik MLM. [zdroj?]
Oficiálně byla metoda multi-level marketingu v praxi poprvé použita v roce 1940 firmou California Vitamins. Do té doby firmy již používali podobné metody, ale California Vitamins dovolila jako první firma přivádění nových distributorů, čímž začala vznikat multi-level marketingová síť. Distributoři, kteří přivedli nové prodejce do sítě, byli odměněni bonusem (maximální výše bonusu se rovnala zisku z obratu prodejce). Tento praktický model odpovídá současné podobě multi-level marketingu.

## Multi-level marketing jako variace pyramidového schématu
MLMs byly v některých jurisdikcích shledány nezákonnými jako pouhá variace tradičního pyramidového schématu, například v Číně.  V jurisdikcích, kde MLM nejsou označeny za nezákonné, se mnoho nelegálních pyramidových systémů snaží prezentovat jako MLM podniky. Vzhledem k tomu, že drtivá většina účastníků MLM nemůže realisticky dosáhnout čistého zisku, natož významného čistého zisku, ale místo toho převážně pracují s čistými ztrátami, některé zdroje označují MLM jako typ pyramidového schématu, i když nejsou nutně postaveny mimo zákon jako tradiční pyramidová schémata   
MLM jsou navrženy tak, aby vytvářely zisk pro majitele / akcionáře společnosti a několik jednotlivých účastníků na nejvyšší úrovni pyramidy MLM účastníků. Podle Federální obchodní komise USA (FTC) již některé společnosti MLM představují nezákonné pyramidové systémy, a to i na základě užších stávajících právních předpisů, které využívají členy organizace. 

Společnosti, které používají obchodní model MLM, byly často předmětem kritiky a soudních sporů. Právní nároky proti MLM zahrnují mimo jiné:
- jejich podobnost s tradičními nezákonnými pyramidovými schématy

- stanovení cen výrobků nebo služeb,
- tajné dohody a vydírání v obchodech v backroomu, kde jsou vytvářeny tajné kompenzační balíčky mezi společností MLM a několika jednotlivými účastníky, na úkor ostatních
- vysoké počáteční vstupní náklady (pro marketingovou sadu a první produkty),
- důraz na nábor ostatních před skutečným prodejem (zejména prodej neúčastníkům)
- povzbuzující, pokud nevyžadují, aby členové nakupovali a používali produkty společnosti,
- využití osobních vztahů jako prodejních a náborových cílů,
- komplexní a přehnané systémy náhrad,
- nepravdivá tvrzení o produktu
- společnost nebo přední distributoři vydělávající velké peníze z účastnických konvencí, vzdělávacích akcí a materiálů, reklamních materiálů a
- kultovní techniky, které některé skupiny používají ke zvýšení nadšení a oddanosti svých členů. [13] [17]

## Multi-level marketingové organizace

### WFDSA – World Federation of Direct Selling Associations
Světová federace asociací přímého prodeje je nevládní dobrovolnická organizace globálně reprezentující odvětví přímého prodeje, tedy multi-level marketingu. Funguje v konceptu federace, která sdružuje národní asociace přímého prodeje. Cílem této federace je představovat metodu MLM světu, budovat porozumění a také podporovat multi-level marketing. Slouží také jako informační kanál a napomáhá komunikaci mezi nejvyššími manažery v MLM firmách. Federace každý rok zpracovává a vydává statistiky, které informují o přímém prodeji ve světě.

### SELDIA – The European Direct Selling Associations
Evropská asociace přímého prodeje byla založena roku 1968. Asociace je hlasem evropského multi-level marketingu – zastupuje všechny formy multi-level marketingu v Evropě. Hlavním cílem asociace je zaručit, že si úředníci Evropské unie a zákonodárci v celé Evropě jsou jisti výhodami multi-level marketingu a vědomi jeho přínosu do ekonomik jednotlivých zemí. Další funkcí je také zjišťování a uchovávání dat o přímém prodeji na evropské úrovni.

### AOP – Asociace osobního prodeje
V roce 1993 vzniklo České sdružení přímého prodeje (ČNSPP). Založily jej významné multi-level marketingové společnosti působící v té době v ČR. Sdružení se stalo členem Evropské federace přímého prodeje (FEDSA) a také světové federace (WFDSA) ve Washingtonu v USA. Vstup do těchto organizací výrazně podpořil rozvoj MLM v České republice.. Současný název (Asociace osobního prodeje) nese organizace od roku 2014. Hlavním smyslem Asociace osobního prodeje je osvěta, ochrana a podpora legitimních zájmů členských firem a jejich distributorské sítě, komunikace s médii, regulátory a se státními institucemi a v neposlední řadě také spolupráce při ochraně spotřebitele. Dále asociace vytváří zdravé prostředí pro podnikání, prosazuje etické chování na všech úrovních multi-level marketingu a zajišťuje předávání zkušeností z přímého prodeje mezi členy. V současné době má AOP 6 členů. Ti musí platit členské poplatky a dodržovat stanovy asociace. Podmínky pro vstup jsou tři, a to sice být právnickou osobou, mít sídlo v České republice a podnikat multi-level marketingovou formou.